# Lista de medalhas bahamianas nos Jogos Olímpicos da Juventude
Este anexo contém uma lista detalhada das medalhas conquistadas pelas Bahamas nos Jogos Olímpicos da Juventude, de Verão, de Inverno e os totais combinados e parciais.

## A Lista
| Edição                           | Medalha | Nome          | Esporte | Evento         |
| -------------------------------- | ------- | ------------- | ------- | -------------- |
| Verão de 2010 (1 Prata)          | Prata   | Tynia Gaither | Hipismo | 200 m feminino |
| Inverno de 2012 (Não participou) | —       | —             | —       | —              |
|                                  |         |               |         |                |
| Totais - Verão                   |         |               |         |                |
| Ouro                             | 0       | 0             | 0       | 0              |
| Prata                            | 1       | 1             | 1       | 1              |
| Bronze                           | 0       | 0             | 0       | 0              |
| Total                            | 1       | 1             | 1       | 1              |
| Totais - Inverno                 |         |               |         |                |
| Ouro                             | 0       | 0             | 0       | 0              |
| Prata                            | 0       | 0             | 0       | 0              |
| Bronze                           | 0       | 0             | 0       | 0              |
| Total                            | 0       | 0             | 0       | 0              |
| Totais - Verão + Inverno         |         |               |         |                |
| Ouro                             | 0       | 0             | 0       | 0              |
| Prata                            | 1       | 1             | 1       | 1              |
| Bronze                           | 0       | 0             | 0       | 0              |
| Total de Medalhas                | 1       | 1             | 1       | 1              |